# 身份管理
身份管理（英語：Identity management）也被稱為身份和访问管理（identity and access management，或）是一種安全措施，用于确保企业內有權限的人员才能访问敏感的技术资源。身份管理属于计算机安全和数据管理的范畴。身份和访问管理系统不仅可以识别、认证和授权允許使用IT资源的个人，还可以识别和授权员工需要访问的硬件和应用程序 。